# Karlikowo Lęborskie
Karlikowo Lęborskie is een plaats in het Poolse district  Lęborski, woiwodschap Pommeren. De plaats maakt deel uit van de gemeente Nowa Wieś Lęborska en telt 91 inwoners.